# Sacro Monte di Varallo
El Sacro Monte o Nuova Gerusalemme o Sacro Monte di Varallo es un santuario italiano ubicado en Varallo Sesia, provincia de Vercelli, en el Piamonte. Es uno de los nueve Sacri Monti de Piamonte y de Lombardía incluidos en la lista del Patrimonio Mundial de la Unesco desde 2003. La entidad «Riserva naturale speciale del Sacro Monte di Varallo» tiene su domicilio en Località Sacro Monte, Piazza della Basilica, Edificio Casa Valgrana, 13019 Varallo Sesia (VC).
Este monte sacro, por su periodo de construcción, es el más antiguo de los sacri monti italianos y extranjeros. Su fundación se remonta a 1491 y se debe al hermano Bernardino Caimi de la Orden de los Menores Observantes de san Francisco. El Monte Sacro está edificado en un entrante rocoso, situado en la ladera del Monte Tres Cruces, a la izquierda del río Sesia, en la desembocadura del Val Mastallone. Esta terraza natural está situada a 600 metros de altura y domina el centro histórico de Varallo (450 m). Desde 1980 todo el conjunto del Monte Sacro fue instituido como Reserva natural especial, debido a que contiene valores naturales y ambientales, así como artísticos, obras arquitectónicas, pinturas, esculturas y obras artesanales de gran valor. El Monte Sacro de Varallo comprende una basílica y 45 capillas que surgen aisladas y están integradas en un gran conjunto monumental (Nazaret, Belén, Palacio de Pilatos, Calvario, Casa Parella), poblado por más de 800 estatuas de madera y terracota policromada de altura natural, representan el drama de la vida, pasión, muerte y resurrección de Cristo, en ambientes cubiertos de frescos.
El área del Monte Sacro se presenta al visitante dividida en dos zonas bien delimitadas. Una en pendiente, densa de plantas y verde, está organizada como un jardín, las capillas, situadas en los puntos estratégicos de los recorridos, narran, en la primera zona, desde “Adán y Eva” o el “Pecado Original” y siguen describiendo los hechos de la vida de Cristo, desde la Anunciación hasta la entrada de Cristo en Jerusalén. La segunda zona, situada en la cima y precedida por la “Puerta Áurea”, formada por palacios enriquecidos con pórticos, en torno a las dos plazas de los Tribunales (plaza civil) y del Templo (plaza religiosa), con la idea de proponer la ciudad de Jerusalén, con una estructura urbana; en ellas las capillas describen los hechos de Cristo que tuvieron lugar dentro y cerca de las murallas de Jerusalén, desde la “Última Cena”, los “Sepulcros”, la “Resurrección de Cristo” a la “Asunción de la Virgen”, a la que está dedicada la Basílica. Este carácter de ciudad distingue al Monte Sacro de Varallo de cualquier otro Monte Sacro.

## Historia
La estructura actual del Monte Sacro es el resultado de las múltiples intervenciones realizadas desde la última década del 1400 hasta mediados de 1800.
El promotor del Monte Sacro fue el padre Bernardino Caimi, eminente hombre político y religioso, rector de los Sagrados Lugares palestinos y entonces embajador en la corte de España. Con la ayuda de familias ricas del lugar, el padre Caimi quiso construir aquí, como indica una lápida, los “Sagrados Lugares para que vea Jerusalén quien no puede ir en peregrinación”. Tras su muerte (1499), los padres Candido Ranzo y Francesco da Marignano continuaron su obra con la ayuda de Gaudenzio Ferrari di Valduggia, pintor, escultor, arquitecto y autor de los más atractivos dramas sacros (“Llegada de los Reyes Magos”, “Crucifixión”) y que fue el protagonista hasta 1529. Prosiguieron su obra Lanino, Giulio Cesare Luini y Fermo Stella da Caravaggio.

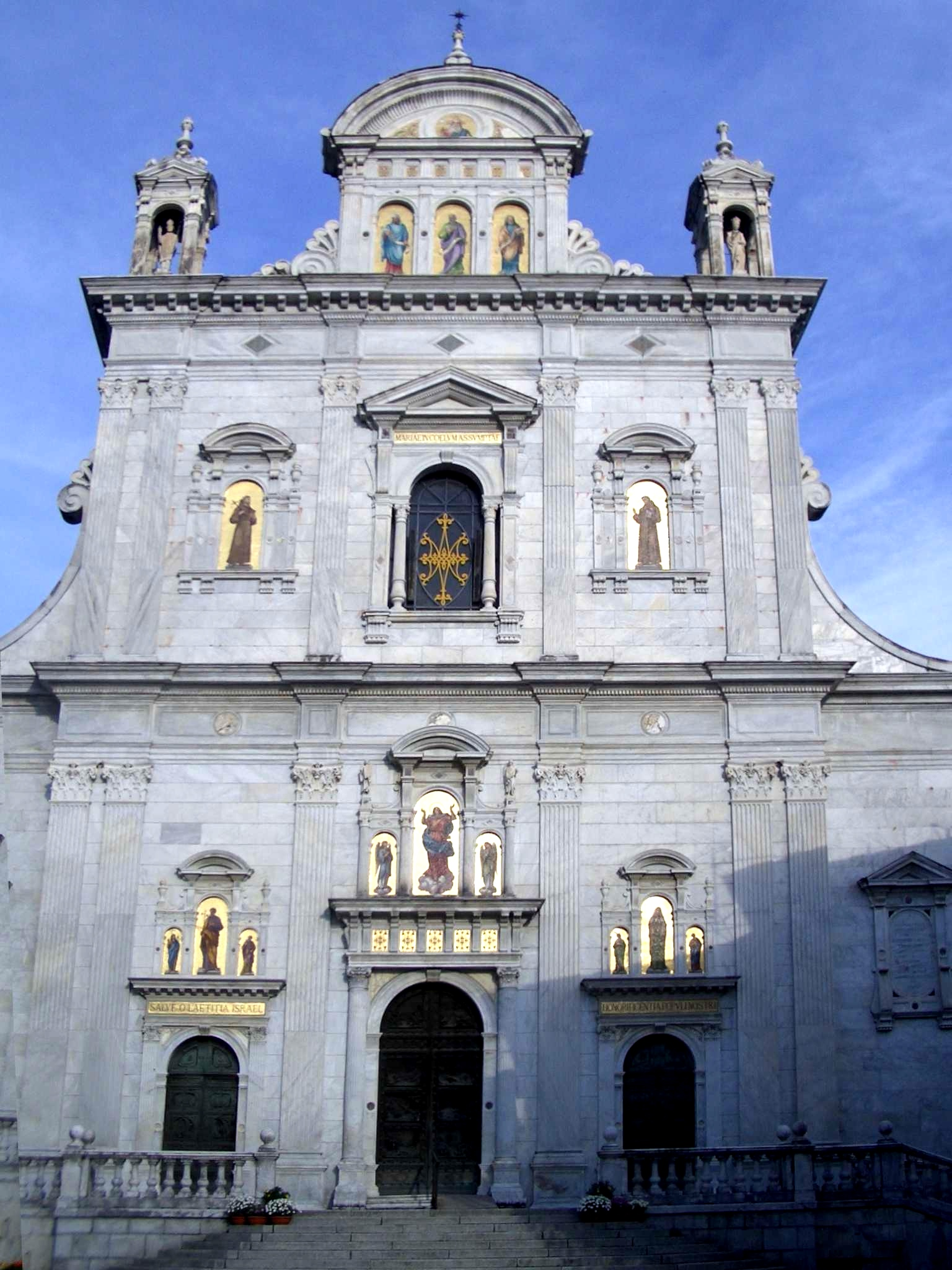
Fachada de la basílica
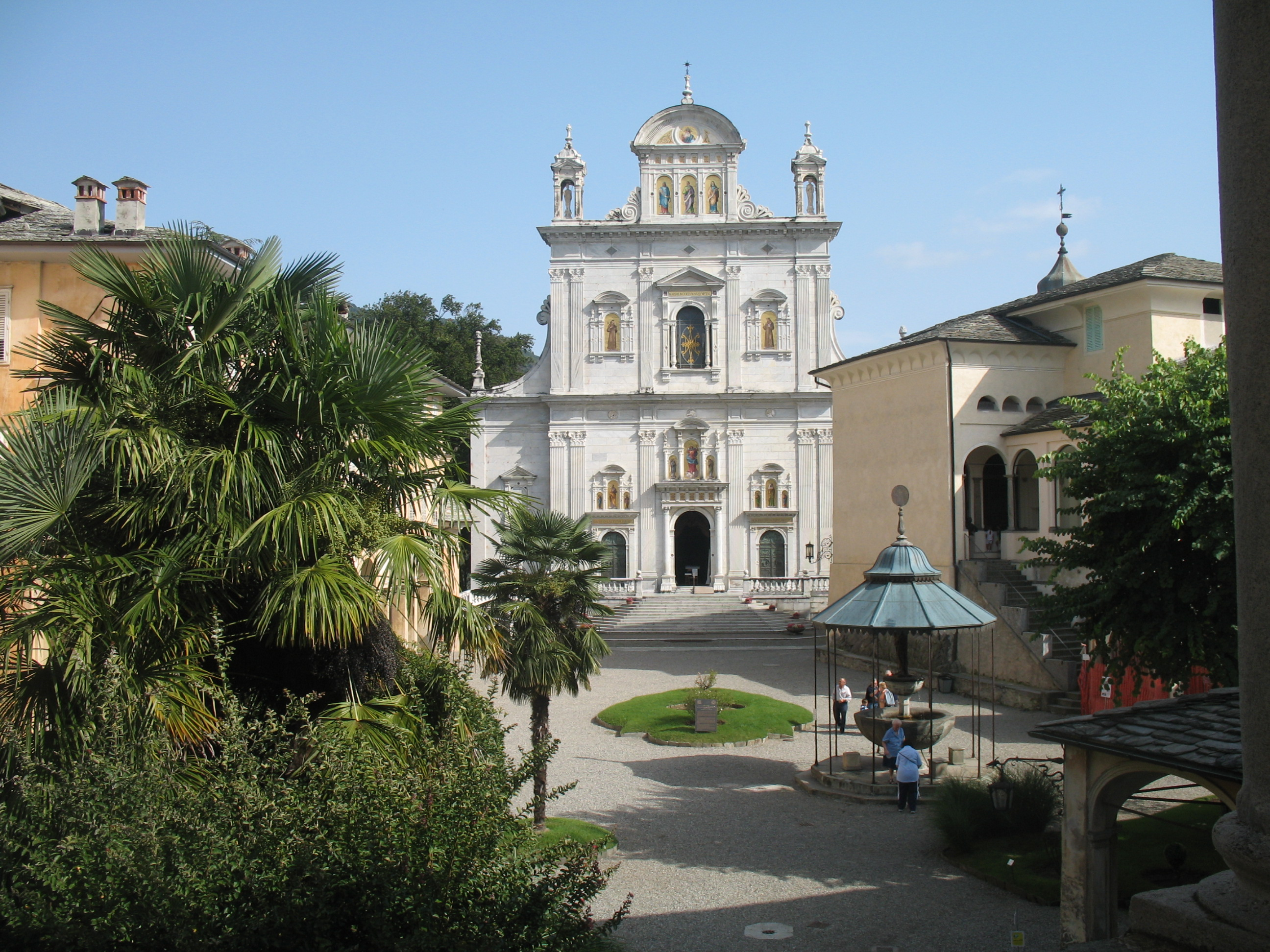
Plaza del Templo
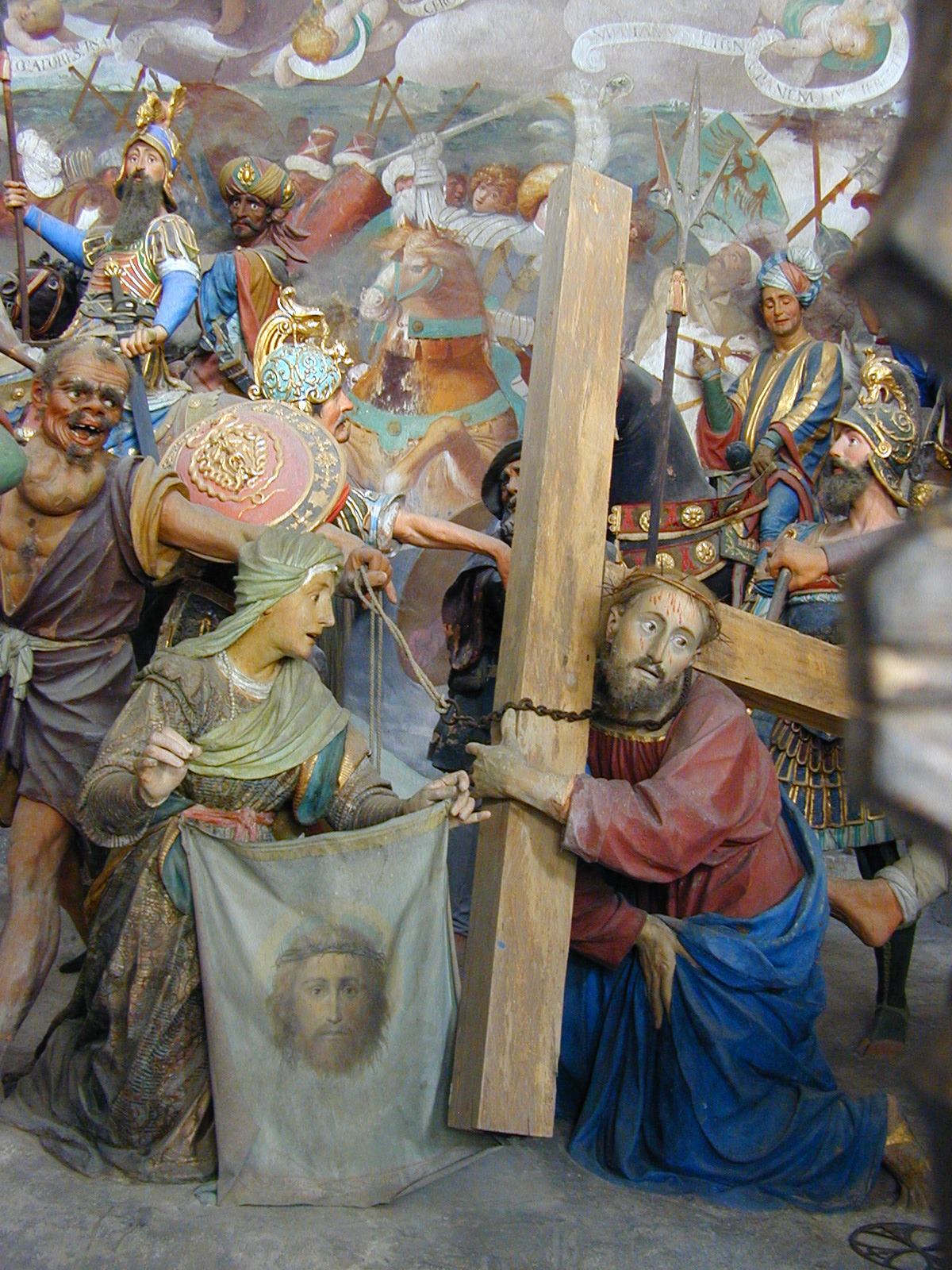
Capilla XXXVI: Cristo camino del Calvario (Tabacchetti y Giovanni d'Enrico), 1599-1600
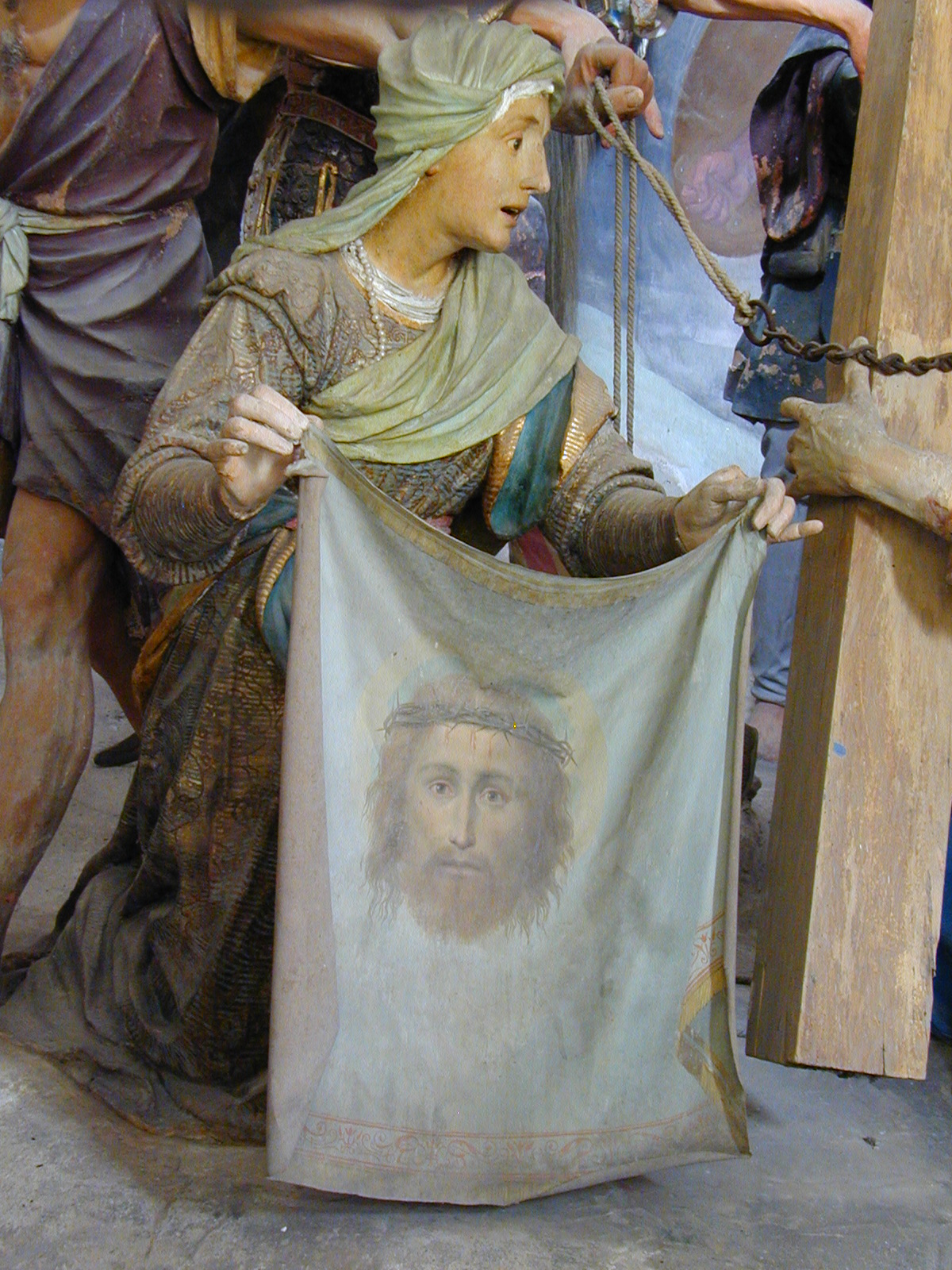
Detalle de la Verónica (Tabacchetti y Giovanni d'Enrico), 1599-1600
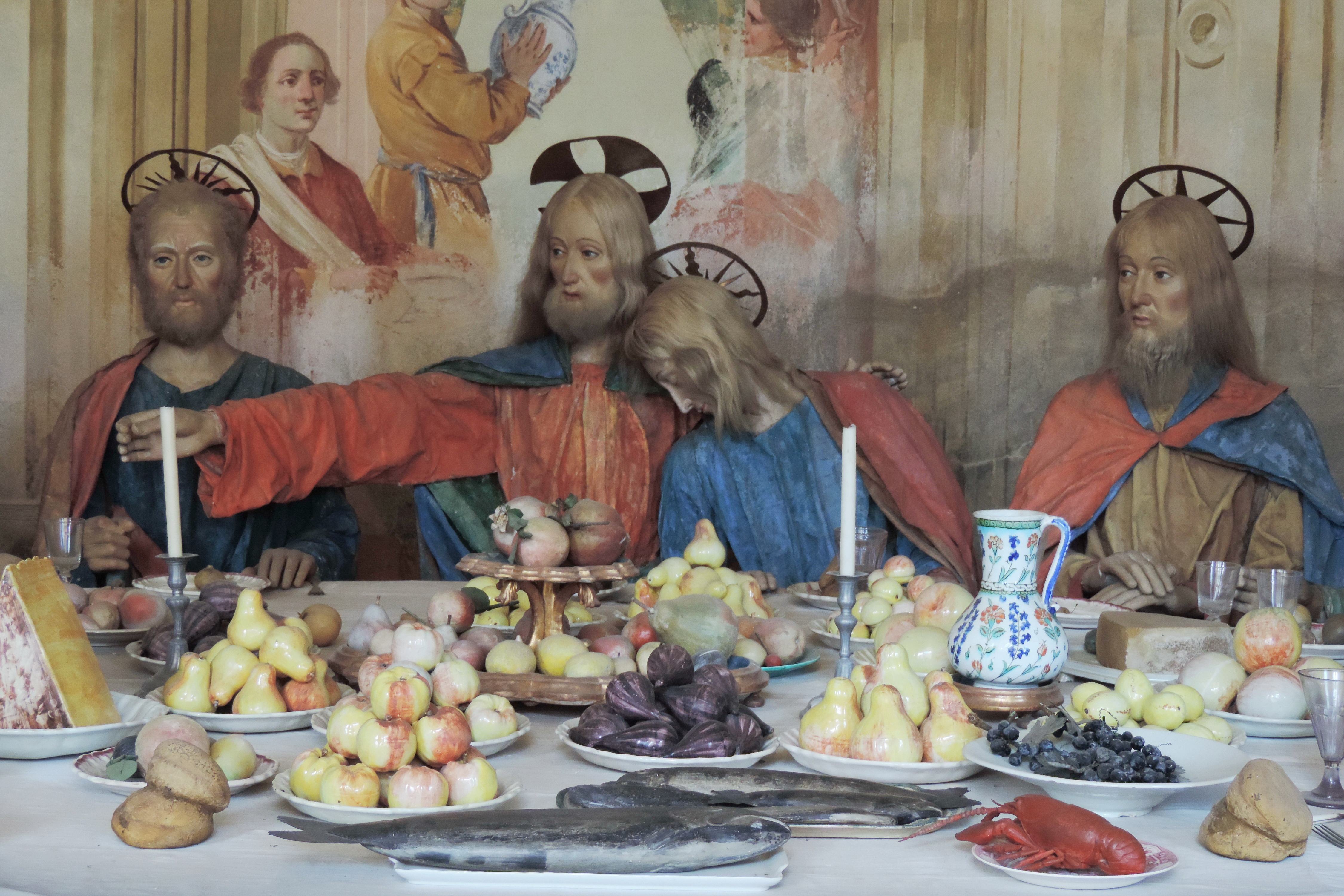
Última Cena (detalle, maestro desconocido), ca. 1500-05
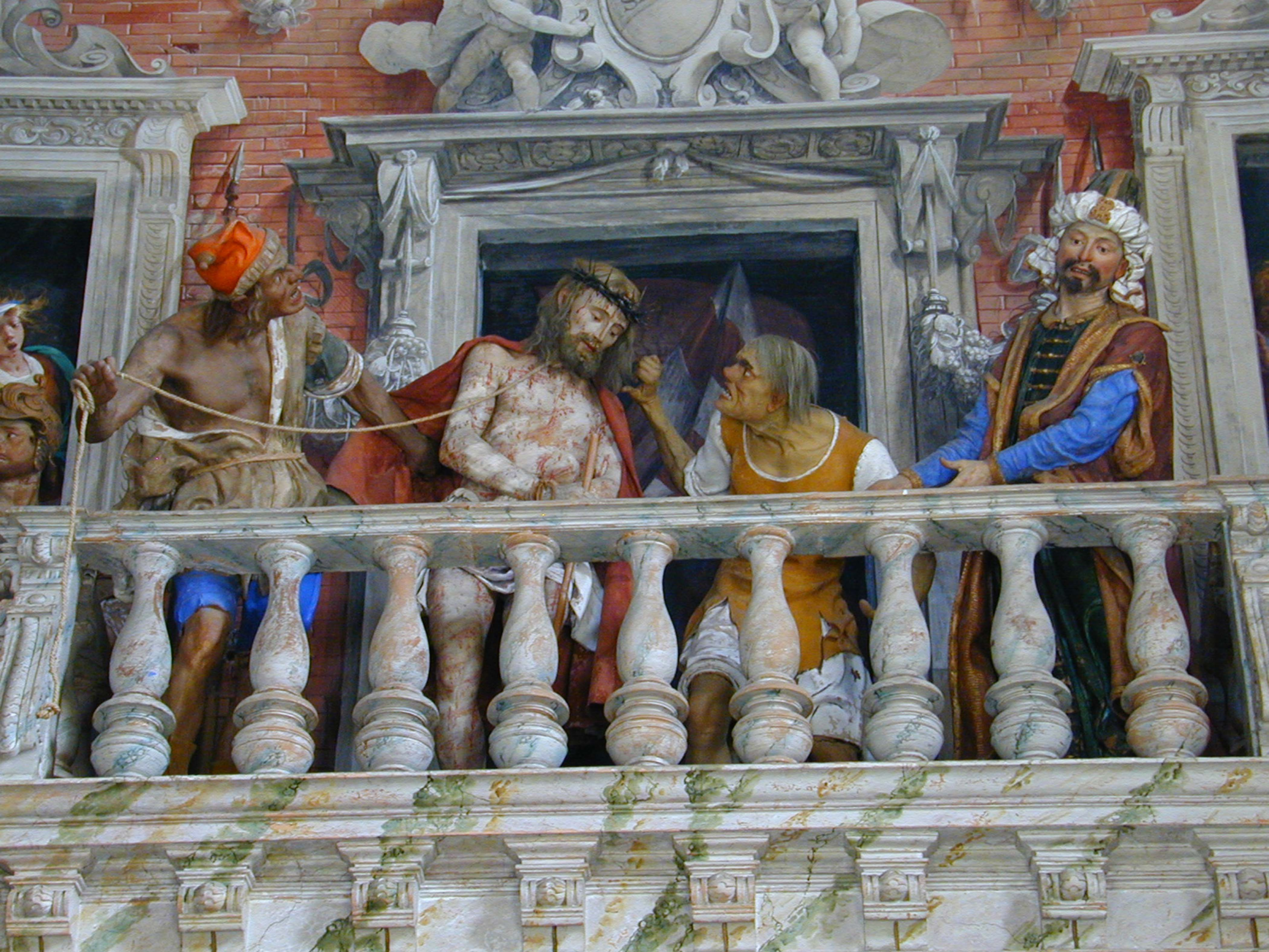
Capilla XXXIII: Ecce Homo
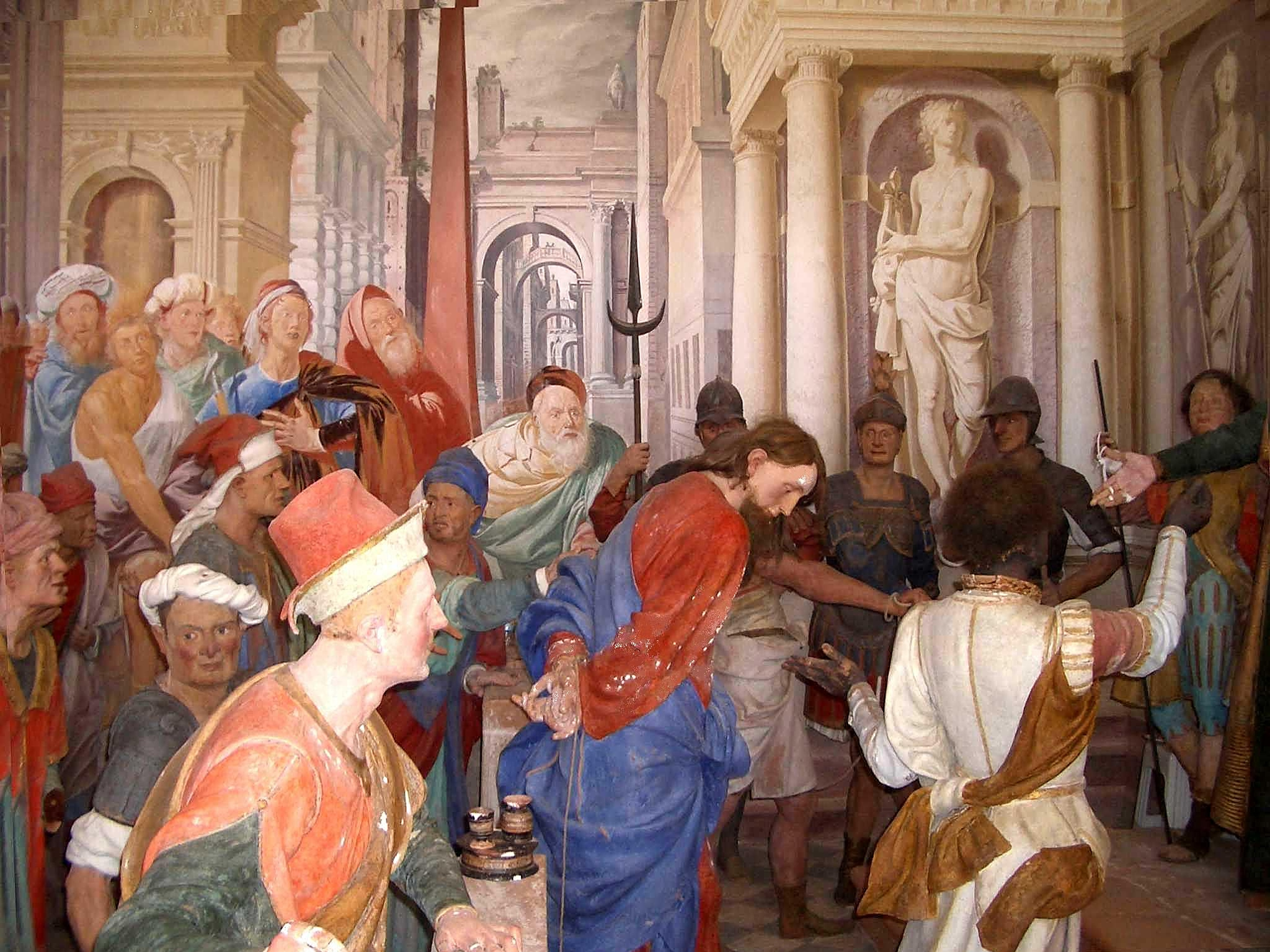
Capilla XXVII: Jesús ante Pilatos
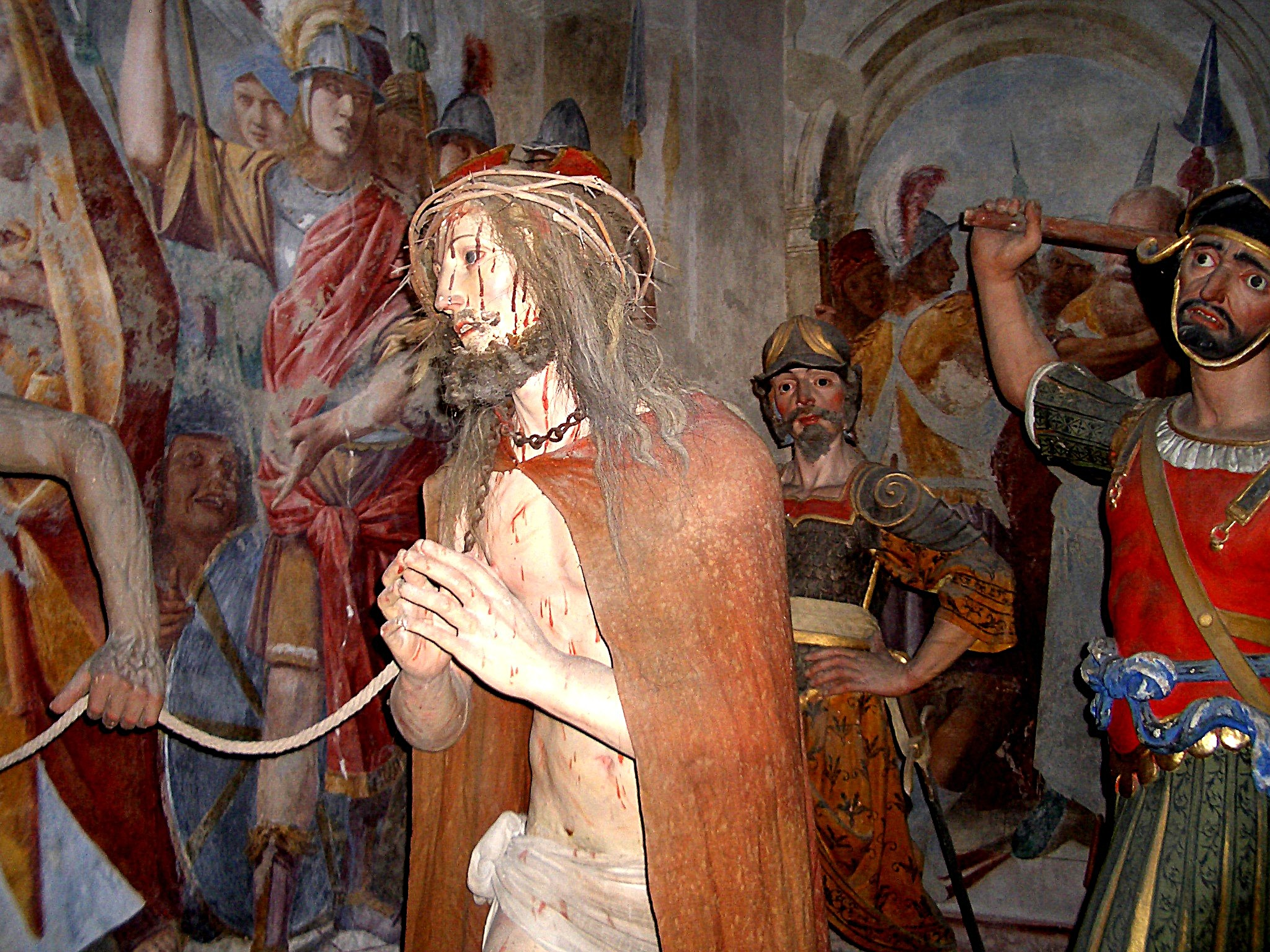
Cristo camino del Calvario (Gaudenzio Ferrari)

## La intervención de Alessi
Desde mediados de 1500 se comenzó una obra de total renovación. En pleno período de la Contrarreforma quisieron representar todos los hechos de la vida, pasión y muerte de Cristo. El área del Monte se organizó en dos zonas, la de abajo entre el verde, y la de la cima, destinada a representar la “Ciudad de Jerusalén”. De 1570 a 1590 se construyeron (y en gran parte realizaron los frescos y colocaron estatuas) las capillas de la zona del jardín; de 1593 a 1640 se realizó la estructura urbanística, arquitectónica y figurativa de la zona superior. De este forma se fue configurando un Monte Sacro, en el que los puntos cardinales de las primeras representaciones (“Nazaret”, “Belén”, “Crucifixión” y “Sepulcros”) se englobaron en la nueva estructura, que consideraba, como medio importante para la difusión de la fe, la espectacularidad dramática de los hechos sacros.
En esta renovación fue determinante la obra de los arquitectos Galeazzo Alessi (1565-1569), el perusino Domenico Alfano (1590-1603) y los de Valsesia Giovanni d'Enrico y Bartolomeo Ravelli (1602-1640). Escultores como Tabacchetti y Giovanni d'Enrico, pintores como Il Morazzone, Tanzio da Varallo, Rocca, Gherardini y Gianoli trabajaron siguiendo las representaciones escénicas fijadas por Gaudenzio Ferrari. Pero fue con el binomio Morazzone – Giovanni d'Enrico y más aún con el de los hermanos d'Enrico, Giovanni y Tanzio, como se consiguió llevar a cabo “el gran teatro de la montaña”, en el Monte Sacro de Varallo.

## El «Libro dei misteri»
Galeazzo Alessi (Perusa, 1512-1572) plasmó su proyecto por escrito en el magnífico «Libro dei misteri». En él planteaba con hermosos grabados un grandioso conjunto urbanístico que reordenaría el Sacro Monte de Varallo. La iniciativa fue del noble milanés Santiago d'Adda y su esposa Francisca Scarognini. Se trata de un santuario formado por 44 capillas, que no llegaron a terminarse hasta el siglo XVIII, diseminadas a lo largo del camino en subida del monte -se tardan aproximadamente tres horas en recorrerlas- y dedicadas a episodios de la vida y pasión de Jesucristo desde Nazaret al Gólgota, que culminan en la basílica de la Asunción (1614-1713, con fachada del siglo XIX), y que Alessi había proyectado como reconstrucción del Templo de Salomón. Sus estructuras arquitectónicas, fuertemente escenográficas, hospedan grupos de estatuas de tamaño natural con trajes verdaderos y fondos con pinturas de gran efecto teatral. Las reconstrucciones de la gruta de Belén y del Gólgota son especialmente miméticas con los originales de Jerusalén.
Los duques Carlos Manuel I de Saboya (1562-1630) y su esposa Catalina Micaela (1567-1597), hija de Felipe II, visitaron el santuario en 1587 desde Turín. Al duque se debe la capilla de la matanza de los inocentes (1586-88), pintada por los Fiamminghini inspirándose en el proyecto de Alessi. Es probable que una figura situada a la derecha represente a la infanta española.
El proyecto, muy reducido, fue modificado en 1614 por Ravelli y D'Enrico, ya que Alessi apenas pudo acabar la Puerta Mayor, entrada al recinto, la capilla de Adán y Eva (1562-67) y la de la Huida a Egipto (1576-80). Las de la Curación del paralítico (1572-1619) y la Resurrección del hijo de la viuda (1580) también se hicieron basándose en su Libro dei Misteri. Otros artistas que colaboraron fueron el arquitecto B. Alfieri, y pintores y escultores como Gaudenzio Ferrari, Tanzio da Varallo, E. Prestinari, il Tabacchetti e il Morazzone. El gran pintor Pellegrino Tibaldi (1527-1598), autor de los frescos del Claustro y de la Biblioteca de El Escorial, también realizó un grandioso proyecto del que sólo se pudo realizar el grandioso Palacio de Pilato y la Escalera Santa. Tibaldi fue «Arquitecto de su Majestad» de Felipe II y trabajó como arquitecto en la catedral de Milán. Debemos recordar, para entender la relación de los Leoni, Alessi y Tibaldi con Felipe II, que este fue duque de Milán antes incluso que rey de España, y que ésta era una de sus posesiones más preciadas, ya que servía de protección contra Francia a sus posesiones napolitanas.
Aunque no llegaron a construirse, Alessi diseñó muchas pequeñas capillas destinadas a albergar las representaciones más notables relacionadas con la vida de Cristo, de modo que una Jerusalén simbólica pero tridimensional habría de ser construida sobre el Monte Santo.

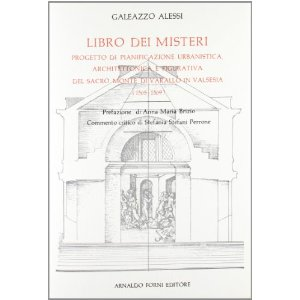
Portada del Libro dei misteri
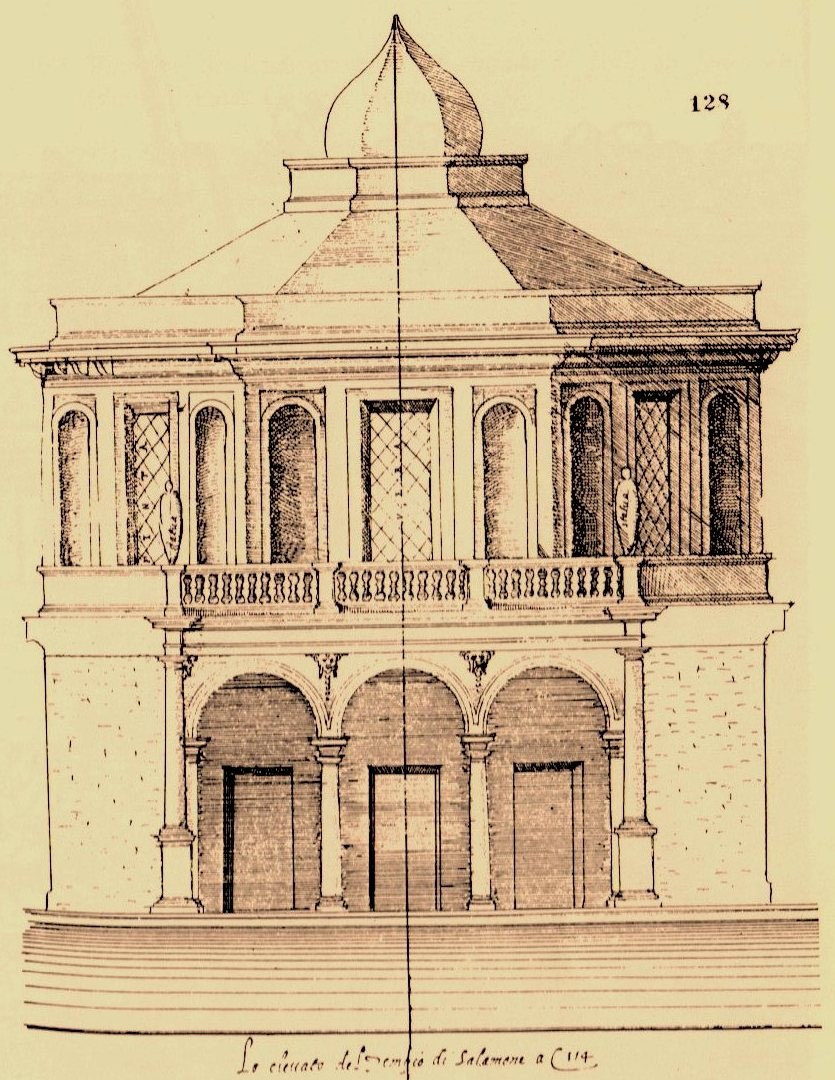
Fachada del Templo de Salomón
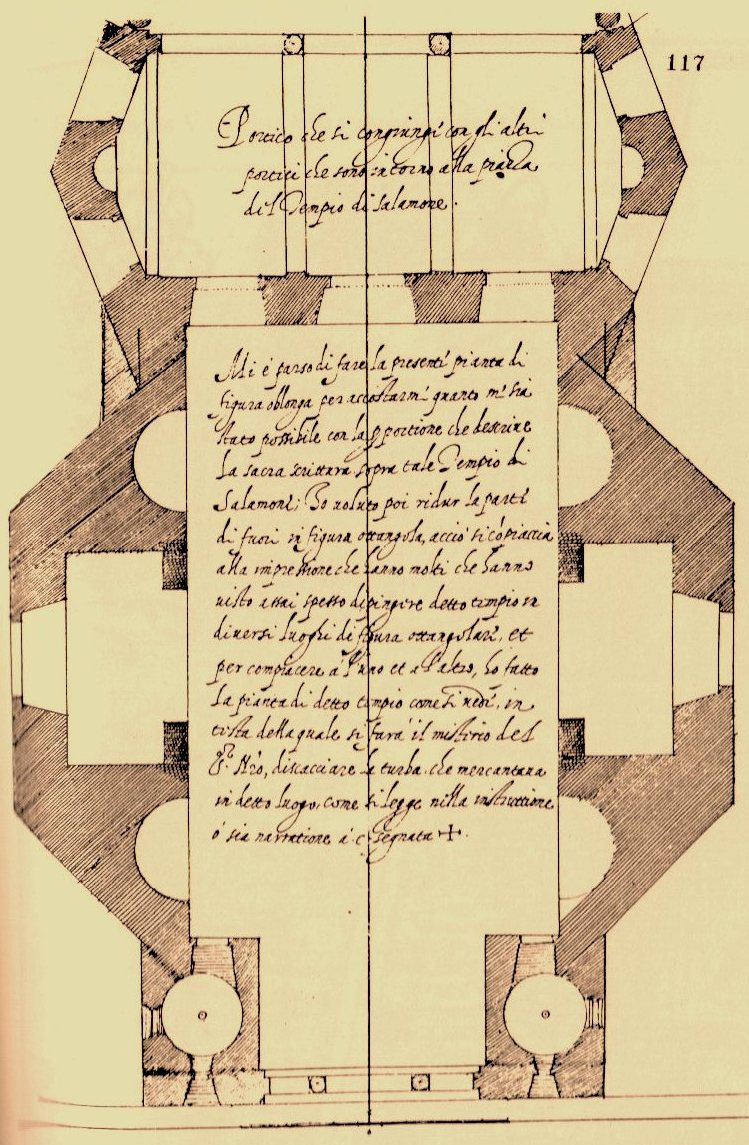
Planta del Templo
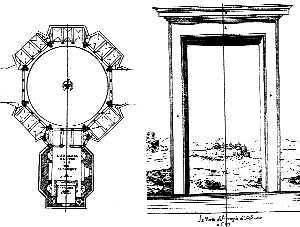
Plaza y acceso